# José Tapia
José Tapia (* 19. Februar 1905 in San José de las Lajas; † unbekannt) war ein kubanischer Fußballtrainer. Er war der erste Nationaltrainer in der Geschichte der kubanischen Fußballnationalmannschaft und betreute die Mannschaft über einen Zeitraum von neun Jahren (1930 bis 1938).

## Karriere
José Tapia wurde am 19. Februar 1905 in San José de las Lajas geboren. Als 25-Jähriger betreute er die kubanische Fußballnationalmannschaft bei deren ersten Länderspiel am 16. März 1930 anlässlich ihrer Teilnahme am Fußballturnier der Zentralamerikaspiele 1930. Die Mannschaft besiegte an diesem Tag in Havanna die damalige britische Kolonie Jamaika mit 3:1 und bezwang nur vier Tage später Honduras deutlich mit 7:0. Als deutlicher Gruppensieger stieg er mit der Mannschaft in die zweite Gruppenphase auf. In dieser blieb Kuba in drei Länderspielen abermals ohne Niederlage und ging am Ende als Turniersieger und Goldmedaillengewinner hervor. In weiterer Folge nahm er mit der Mannschaft unter anderem an der Qualifikation zur Weltmeisterschaft 1934 teil. Die vier angetretenen Mannschaften Nordamerikas spielten in einer Gruppe über drei Runden, wobei die Runden 1 und 2 in jeweils drei Spielen ausgetragen und die 3. Runde in einem Spiel entschieden wurde. Die Kubaner bezwangen in der Ende Januar und Anfang Februar 1934 ausgetragenen ersten Runde die Nationalauswahl Haitis und stiegen als Gruppensieger in die zweite Runde auf. In dieser war Kuba der Nationalmannschaft von Mexiko, die bereits 1930 an der ersten Weltmeisterschaft teilgenommen hatte, jedoch deutlich. Die drei im März 1934 ausgetragenen Zweitrundenspielen verlor Kuba allesamt, aber auch Mexiko verpasste eine neuerliche WM-Teilnahme nach einer 2:4-Niederlage gegen die Vereinigten Staaten in der alles entscheidenden dritten Qualifikationsrunde.
Ein Jahr später betreute Tapia sein Heimatland bei den nächsten Zentralamerikaspielen. Diversen Berichten zufolge soll allerdings der ehemalige ungarische Nationalspieler Károly Katzer, der Anfang der 1930er Jahre nach Kuba gekommen sein soll und hier geheiratet hatte, der kubanische Nationaltrainer während dieses Turniers gewesen sein. Kuba blieb beim Turnier, bei dem sechs Mannschaften in einer Gruppe jeweils einmal gegeneinander antraten, medaillenlos. Hinter dem Drittplatzierten El Salvador, dem Zweiten Costa Rica und dem Goldmedaillengewinner Mexiko belegte Kuba am Ende den vierten Gruppenplatz.
Etwa drei Jahre später war Tapia noch immer Trainer, als Kuba an der Qualifikation zur Weltmeisterschaft 1938 teilnehmen sollte. Da sechs der sieben an der Nordamerika-Qualifikation teilnehmenden Mannschaften ihre Teilnahme zurückzogen und nur Kuba als einzige verbleibende Nation übrig blieb, wurde Kuba zur WM-Endrunde nach Frankreich geschickt. Bei der Weltmeisterschaft übernahm Kuba den Platz des eigentlich bereits gesetzten Teams Argentinien. Argentinien war gesetzt worden, als noch nicht bekannt war, dass dieses Team zum Ausscheidungsspiel gegen Kuba nicht antreten würde. Vorangegangen war, dass Kuba in der Qualifikation als einziges Team der Gruppe A übrig geblieben war und erst danach die letzten Nationen aus Gruppe B ihre Teilnahme an der WM-Qualifikation zurückzogen. Somit konnte Kuba gegen niemanden aus dieser Gruppe in einem Ausscheidungsspiel antreten und schaffte so den Einzug in die Endrunde. Im ersten Spiel Kubas, dem Achtelfinale, traf die Mannschaft auf den bereits Argentinien zugelosten Gegner Rumänien. Das am 5. Juni 1938 im Stadium Municipal in Toulouse ausgetragene Spiel endete in einem 3:3-Remis nach der Verlängerung, weshalb vier Tage später ein Wiederholungsspiel stattfand. In diesem bezwang Kuba Rumänien mit 2:1 und zog so ins Viertelfinale gegen Schweden ein. Die Schweden waren kampflos ins Viertelfinale gekommen, nachdem ihr Achtelfinalgegner, die bereits für das Turnier gesetzten Österreicher, nach dem Anschluss Österreichs ans Deutsche Reich ihre Teilnahme zurückziehen mussten und danach mit den Deutschen als gesamtdeutsche Mannschaft am Turnier teilnahmen. Schweden fügte in diesem am 12. Juni 1938 im Stade du Fort Carré in Antibes stattfindenden Spiel den Kubanern mit einem Ergebnis von 0:8 die bis heute (Stand: 2022) höchste Niederlage in der Geschichte der kubanischen Nationalmannschaft zu.
Danach dürfte auch Tapaias Rücktritt als Nationaltrainer Kubas erfolgt sein, da er zumindest in den Spielen der nächsten Jahre nicht mehr als Trainer der Mannschaft aufscheint. Über sein weiteres Lebens oder sein Sterbedatum ist heute nichts Näheres bekannt.

## Erfolge
- Gewinn des Fußballturniers der Zentralamerikaspiele 1930
- Teilnahme an der Fußball-Weltmeisterschaft 1938